# Липин, Максим
Максим Липин (эст. Maksim Lipin; 17 марта 1992, Таллин) — эстонский футболист, полузащитник.

## Биография
Воспитанник клуба «Пума» (Таллин). На детско-юношеском уровне также выступал за ряд других клубов, а с 16-летнего возраста стал играть на взрослом уровне за команды низших лиг. В 2009 году сыграл свои первые матчи в первой лиге Эстонии за клуб «Тамме Ауто» (Кивиыли).
В 2012 году перешёл в «Инфонет», с которым в том же сезоне стал победителем турнира и занял второе место среди бомбардиров с 21 голами. 2 марта 2013 года сыграл свой первый матч в высшей лиге против «Курессааре». Всего в составе «Инфонета» провёл три сезона, из них два — в высшей лиге, сыграл почти 100 матчей. После ухода из клуба провёл по половине сезона в «Левадии» и «Трансе», но нигде не закрепился. С 2016 года в течение полутора лет был основным игроком «Калева» (Силламяэ). В составе «Левадии» — обладатель Суперкубка Эстонии 2015 года, в составе «Калева» — финалист Кубка страны 2015/16.
Осеннюю часть сезона 2017 года провёл в шведском клубе «ИФК Ханинге» в одном из низших дивизионов. В 2018 году играл в высшем дивизионе Финляндии за «Кеми Кингз», сыграл 18 матчей и забил один гол, а его клуб финишировал последним.
В 2019 году перешёл в таллинский «Легион» и в том же сезоне стал победителем первой лиги, в следующем сезоне сыграл 14 матчей в высшей лиге.
В сентябре 2020 года был дисквалифицирован на 4 года за нарушение антидопинговых правил.
Всего в высшем дивизионе Эстонии сыграл 134 матча и забил 18 голов.
Выступал за молодёжную и олимпийскую сборную Эстонии.

## Достижения
- Обладатель Суперкубка Эстонии: 2015
- Финалист Кубка Эстонии: 2015/16
- Победитель первой лиги Эстонии: 2012, 2019